# Приключения Десперо
«Приключе́ния Десперо́» (англ. The Tale of Despereaux) — полнометражный компьютерный мультипликационный фильм, выпущенный в 2008 году по одноимённой книге американской писательницы Кейт Дикамилло.

## Сюжет
В одном сказочном королевстве Дор существовала традиция: каждый год главный повар королевства готовил суп по особому рецепту. И все жители королевства, включая коронованных особ, радостно вкушали этот суп, наслаждаясь его вкусом и ароматом. Случилось так, что в королевство Дор как раз в день представления нового супа ненадолго приплыло одно судно, на котором плавал крыса по имени Роску́ро (полное имя — Кьяроску́ро). В отличие от других крыс, Роскуро отличался воспитанием и романтическим характером. Роскуро почуял запах супа. Любопытство взяло верх и крыс решил быстро проникнуть во дворец. По злой воле судьбы случилось так, что Роскуро падает прямо в тарелку супа, поданного королеве. От сильного испуга королева умирает. Вся королевская охрана пускается в погоню за Роскуро, который скрывается под полом и попадает в царство крыс…
Овдовевший король настолько был огорчен внезапной смертью жены, что под страхом смерти запретил в королевстве употребление и изготовление супа, а также приказал уничтожить всех крыс.
Тем временем, рядом, в мышином городе рождается необычный мышонок Десперо Тиллинг, который был ниже всех ростом, и у которого были большие уши. Он отличался от всех остальных мышей тем, что совершенно не умел бояться — он перехватывал сыр из мышеловок, не боялся кошек. Кроме того, Десперо были свойственны такие черты характера, как честь, совесть, отвага, рыцарство. Он отказался есть страницы книг о рыцарях и даже подружился с принцессой Горошинкой, которой Десперо очень понравился за его рыцарство. Именно за все эти черты своего характера Десперо был изгнан из мышиного города и спущен в колодец, через который открывался выход в царство крыс.
Десперо, оказавшегося среди крыс, берёт к себе под опеку Роскуро, который интуитивно увидел в Десперо «родственную душу». На почве общих интересов Роскуро и Десперо быстро сдружились. Много им пришлось пережить: и недоверие, и спасение попавшей в беду принцессы, и несправедливость. Тем не менее, все: и король, и внешне некрасивая девочка Ми́ггери Со́у — служанка принцессы, и сама принцесса, и Роскуро в конце концов поняли, что зло и недоверие рождают себе подобное и что лишь прощение, сопереживание, взращивание в душе её лучших качеств способны сделать счастливыми всех. Таким образом, мультфильм доказывает, что нужно уметь прощать. Также неважно, какого ты роста: высокий или низкий. Ценят только за личные качества.

## Озвучивание
- Мэттью Бродерик — Десперо Тиллинг, храбрый мышонок несоответствующего обычным мышам мышления, который не боится опасности. Его большие уши отлично подходят для полёта и прослушивания вещей, которые другие мыши не могут.
- Дастин Хоффман — Роскуро, крыса, которая когда-то жила в море, и в настоящее время работает на Боттичелли.
- Эмма Уотсон — принцесса Горошинка, человеческая принцесса, которая дружит с Десперо.
- Трейси Ульман — Миггера «Миг» Сью, служанка принцессы Горошинки.
- Киаран Хайндс — Боттичелли, лидер мира крыс.
- Робби Колтрейн — Грегори, тюремщик и отец Миг.
- Уильям Мэйси — Лестер Тиллинг, отец Десперо.
- Фрэнсис Конрой — Антуанетта Тиллинг, мать Десперо.
- Тони Хейл — Фурлок Тиллинг, старший брат Десперо.
- Кевин Клайн — шеф-повар Андре, повар. Клайн также предоставил неквалифицированный голос короля.
- Стэнли Туччи — Болдо, Андре Арчимбольдо- подобный суп-джин и друг.
- Чарльз Шонесси — Пьетро, матрос, которого Роскуро сопровождал до Дор.
- Кристофер Ллойд — Ховис, ведущий в мире мыши.
- Фрэнк Ланджелла — мэр мира мышей.
- Ричард Дженкинс — директора школы, в которой учился Десперо.
- Сэм Фэлл (Ned / Smudge), две крысы.
- Патрика Каллен — королева.
- Бронсон Пинхот — городской крик.
- Сигурни Уивер — рассказчик.
- Кирк Бэйли — второстепенные персонажи.

## Сборы
Бюджет фильма составил 60 000 000 долларов. В прокате с 19 декабря по 5 марта 2008, наибольшее число показов в 3104 кинотеатрах единовременно. За время проката собрал в мире 86 947 448 $ из них 50 877 145 $ в США и 3 727 089 $ в остальном мире. В Великобритании фильм шёл с 19 декабря 2007 года по 26 апреля 2008 года и собрал 3 836 618 $, в СНГ — с 25 декабря 2007 года по 8 марта 2008 года (3 836 618 $), в Мексике — с 26 декабря 2007 года по 29 марта 2008 года (1 599 837 $), в Австралии — с 8 января по 22 марта 2008 года (1 599 837 $), в Турции — с 23 января по 10 мая 2008 года (1 483 127 $).

## Награды
- 2008 Фильм получил специальную награду от San Diego Film Critics Society Awards.[3]

### Критика
- Рецензия на сайте Интересное Кино
- «Сказка про белого мыша», рецензия журнала КиноКадр
- Рецензия на Фильмофильм.ру